# 拉乙亥遗址
拉乙亥遗址，位于中国青海省贵南县拉乙亥乡，为第八批青海省文物保护单位，公布日期为2008年4月10日，类型为古遗址。
拉乙亥遗址的历史年代为中石器时代。